# Enconista cretacea
Enconista cretacea là một loài bướm đêm trong họ Geometridae.